# Pseudomallocera
Pseudomallocera is een kevergeslacht uit de familie van de boktorren (Cerambycidae). De wetenschappelijke naam van het geslacht werd voor het eerst geldig gepubliceerd in 1961 door Zajciw.

## Soorten
Pseudomallocera is monotypisch en omvat slechts de volgende soort:
- Pseudomallocera auriflua (Klug, 1825)